# 25273 Barrycarole
25273 Barrycarole este un asteroid din centura principală de asteroizi.

## Descriere
25273 Barrycarole este un asteroid din centura principală de asteroizi. A fost descoperit pe 15 noiembrie 1998 la Cocoa de Ian P. Griffin. Asteroidul prezintă o orbită caracterizată de o semiaxă mare de 2,91 ua, o excentricitate de 0,08 și o înclinație de 3,3° în raport cu ecliptica.